# 넷마이너
NetMiner(넷마이너)는 사회 연결망 분석(SNA, Social Network Analysis)을 기반으로 복잡한 네트워크 데이터를 분석하고 시각화할 수 있는 통합 소프트웨어 플랫폼이다. 2001년에 처음 출시되었으며, 직관적인 인터페이스와 시각적 데이터 탐색 기능을 통해 다양한 분야의 연구 및 교육에 활용되고 있다.
이 도구는 연구자가 네트워크 데이터를 시각적이고 상호작용적으로 탐색할 수 있게 하며, 네트워크에 내재된 구조와 패턴을 효과적으로 발견하는 데 도움을 준다.
NetMiner는 다양한 SNA 소프트웨어를 비교한 평가에서 폭넓은 기능과 사용자 친화적인 인터페이스 측면에서 높은 평가를 받기도 했다.

## 주요 특징

### 통합 데이터 환경

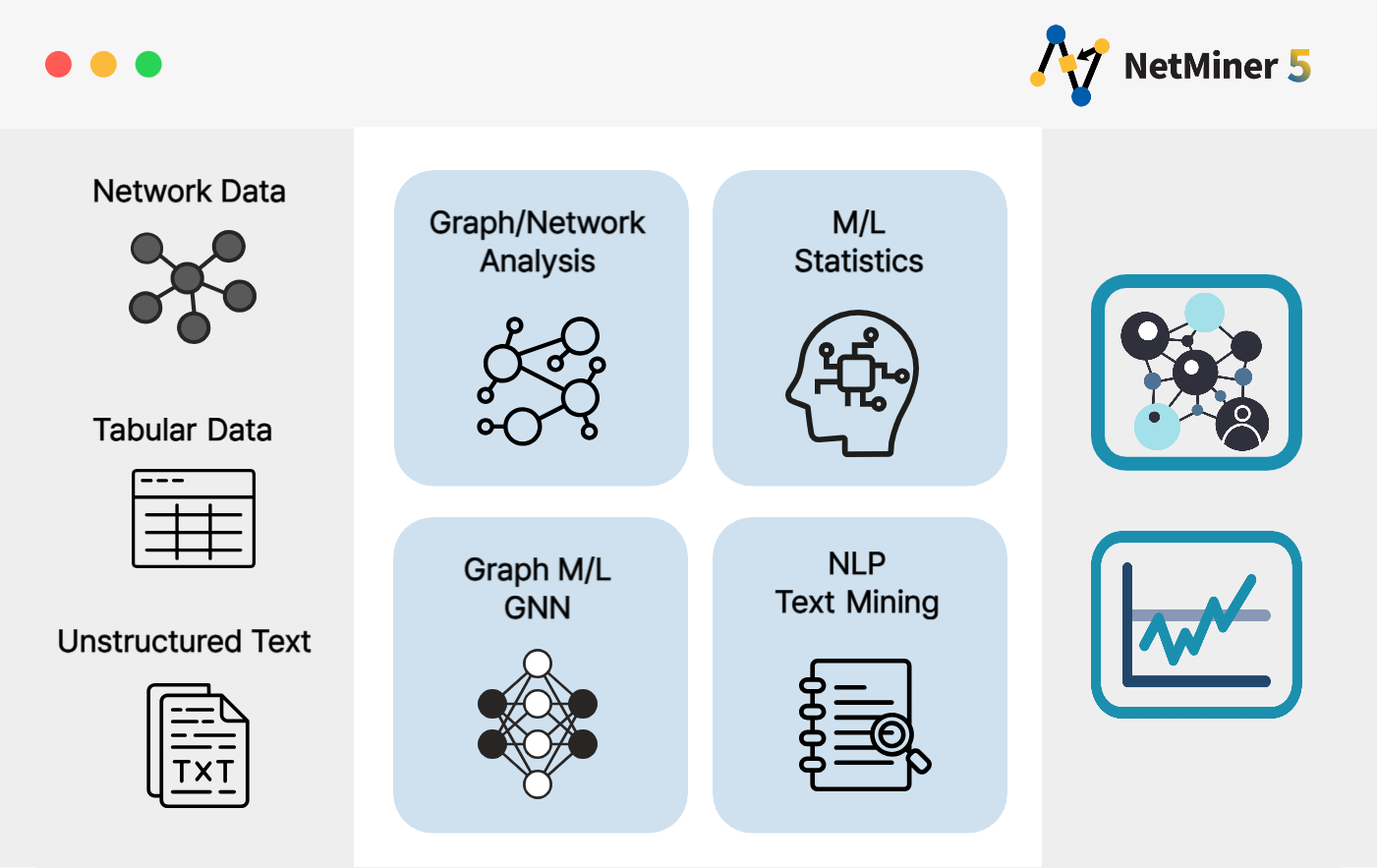
올인원 분석 플랫폼으로서의 NetMiner 5

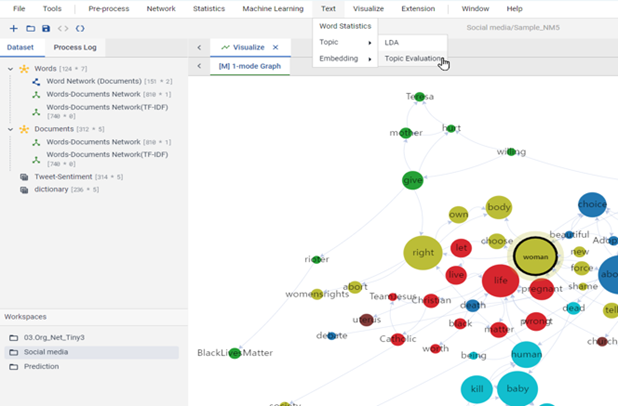
단어 동시출현 네트워크

NetMiner는 하나의 플랫폼 내에서 네트워크(노드 및 링크), 표 형식 데이터, 비정형 텍스트 등 다양한 데이터 유형을 통합적으로 관리할 수 있도록 지원한다. 이를 통해 사용자는 도구를 전환하지 않고도 전체 분석 과정을 끊김 없이 수행할 수 있다.
또한 다양한 분석 기법을 지원하여 여러 방법을 결합한 통합적 통찰 도출이 가능하며, 분석 결과를 데이터셋에 추가하여 재사용할 수 있다.
- 그래프 및 네트워크 분석: 중심성, 커뮤니티 탐지, 블록모델링, 유사도 측정 알고리즘 포함
- 머신러닝: 회귀, 분류, 군집화, 앙상블 모델 등 다양한 알고리즘 지원
- 그래프 신경망 (GNN): GraphSAGE, GCN, GAT 등 구조와 속성을 모두 학습할 수 있는 모델 지원
- 자연어 처리 (NLP): 사전 학습된 딥러닝 모델 기반으로 개체명 인식, 키워드 추출 등 비정형 텍스트 분석
- 텍스트 마이닝 및 텍스트 네트워크 분석: 단어 동시출현 네트워크 구성, LDA 기반 토픽 모델링 지원을 통해 주제 패턴과 의미 구조 도출
- 데이터 시각화: 다양한 레이아웃 알고리즘을 활용한 네트워크 시각화 기능 제공. 중심성, 커뮤니티 등의 분석 결과를 크기, 색, 위치 등으로 맵에 직접 반영 가능

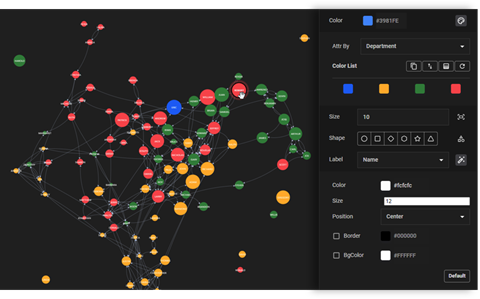
다크 모드 네트워크 시각화

### AI 어시스턴트
NetMiner는 외부 대형 언어 모델(OpenAI GPT, Google Gemini)과 연동되어 복잡한 분석 결과를 자연어로 해석하고, 주요 인사이트 요약 및 후속 탐색 방향을 제안해준다.

### 분석 흐름과 사용성
NetMiner는 실제 데이터 분석 흐름을 반영한 계층적 구조(Project → Workspace → Dataset → Data Item)를 채택하였다. 웹 기반 UI는 가시성을 높이고 복잡도를 줄여 분석 효율을 향상시킨다.

NetMiner 5는 Windows 10 이상에서 실행 가능하며, macOS 지원은 지원 예정이라고 발표되었다.
상업용 및 비상업용 학술 라이선스 모두 제공된다.

## 확장 기능
NetMiner 확장(Extension)은 NetMiner의 기능을 확장하기 위한 소형 프로그램이다. 사용자는 필요에 따라 ‘NetMiner Extension’을 추가하여 기능을 맞춤 설정하고, 분석 역량을 넓힐 수 있다.

### 웹 데이터 수집
NetMiner는 YouTube, OpenAlex, Springer, KCI 등 다양한 외부 서비스로부터 데이터를 수집할 수 있도록 Open API 기반의 수집기를 제공한다. 수집된 데이터는 자동으로 전처리되어 NetMiner 내부 구조에 맞게 변환되므로 별도 코딩이나 외부 도구 없이 활용 가능하다.

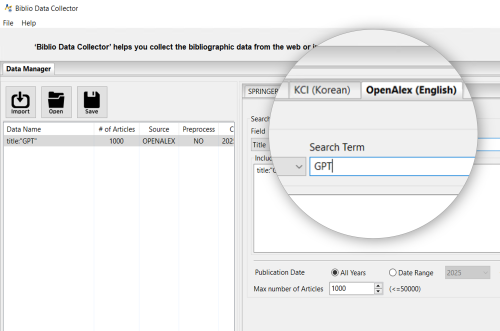

- SNS 데이터 수집기: 전 세계적으로 많은 사용자를 보유한 YouTube로부터 소셜 미디어 데이터를 수집
- 학술 논문 서지 데이터 수집기: Springer, OpenAlex, KCI에서 연구 동향 분석에 필요한 학술 데이터를 수집

## 파일 포맷

### 넷마이너 데이터 파일 포맷
- .NMF

### 가져오기 및 내보내기 가능 포맷
- Plain text data: .TXT, .CSV
- Microsoft Excel data: .XLS, .XLSX
- Unstructured text data: .TXT, .CSV, .XLS(X)

※ 아래는 NetMiner 4에서만 지원
- NetMiner 2 data: .NTF
- UCINet data: .DL, .DAT
- Pajek data: .NET, .VEC, .CLU, .PER
- StOCNET data file: .DAT
- Graph Modelling Language data: .GML(importing only)

## 데이터 구조

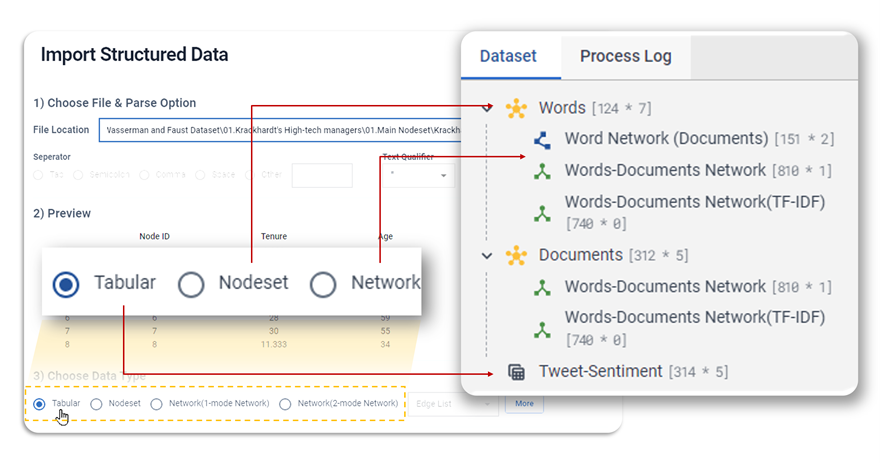
NetMiner 데이터의 계층적 구조

NetMiner 5는 노드와 링크로 구성된 그래프 데이터뿐만 아니라, 고정된 스키마나 식별자 없이 다양한 표 형식 데이터와 비정형 데이터도 함께 지원한다.
이를 통해 사용자는 머신러닝에 적합한 다양한 원시 데이터 및 비정형 데이터를 손쉽게 불러올 수 있다.
하나의 워크스페이스 내에서 노드셋, 링크셋, 구조화/비구조화 데이터를 동시에 관리할 수 있으며,
각 노드셋 아래에 여러 그래프 레이어를 트리 구조로 구성할 수 있어 현재 분석 중인 데이터의 구조를 직관적으로 파악할 수 있다.

## 같이 보기
- en:Social network analysis software
- en:Semantic network analysis